# Mapungubwe-Nationalpark
Der Mapungubwe-Nationalpark (englisch Mapungubwe National Park) ist ein Nationalpark im Südafrika. Er befindet sich innerhalb der Kulturlandschaft Mapungubwe, die seit 2003 zum UNESCO-Welterbe gehört. Der Park zeichnet sich durch eine hohe Artenvielfalt, markante Felsen und die Existenz archäologischer Fundstätten aus. Zusammen mit Gebieten in Südafrika, Botswana und Simbabwe bildet er das Greater Mapungubwe Transfrontier Conservation Area.

## Beschreibung
Der Park liegt am Dreiländereck Südafrika-Botswana-Simbabwe.
In der damaligen Stadt Mapungubwe am Mapungubwe-Hügel erlebte eine hoch entwickelte Zivilisation zwischen 1200 und 1270 ihre Blütezeit. Beginnend um das Jahr 900 wurde die Gegend von einem Volk bewohnt, das bereits Eisen bearbeitete und durch den Handel mit Ägypten, Indien und China zu Wohlstand gelangt war. Archäologen fanden hier das „Goldene Nashorn“ und andere Zeugnisse eines reichen Königreichs.
Sandsteinfelsen, Mopane- und Auenwälder sowie Affenbrotbäume (Baobabs) prägen die Landschaft, die Heimat einer vielfältigen Tierwelt ist. Elefanten, Giraffen, Breitmaulnashörner (auch Weiße Nashörner), Elen- und Oryxantilopen sowie zahlreiche andere Antilopenarten haben hier ihren natürlichen Lebensraum. Löwen, Leoparden und Hyänen leben ebenfalls in dem Gebiet. Trappen, Flötenwürger (Southern Boubous) und Bindenfischeule gehören zu den mehr als 400 Arten von Vögeln, die hier beheimatet sind.
Die drei am grenzüberschreitenden Schutzgebiet beteiligten Staaten unterzeichneten ein Memorandum mit Richtlinien für das Limpopo-Shashe Transfrontier Conservation Area. 2009 wurde es in Greater Mapungubwe Transfrontier Conservation Area umbenannt. Es besteht außer dem Mapungubwe-Nationalpark und dem Venetia Limpopo Nature Reserve in Südafrika unter anderem aus dem Tuli Block in Botswana und dem Tuli Safari Area in Simbabwe. Es wird angestrebt, auf Grenzzäune innerhalb des Parkgeländes zu verzichten. Auf südafrikanischer Seite sollte 2011 in unmittelbarer Nachbarschaft zum Parkgelände ein Steinkohlebergwerk errichtet werden. Diese Planungen wurden jedoch nach Protesten gestoppt.

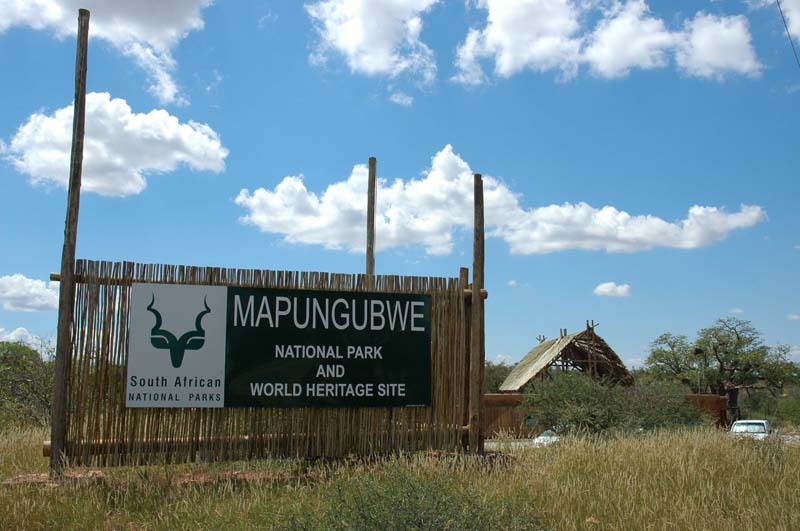
Eingang zum Mapungubwe-Nationalpark
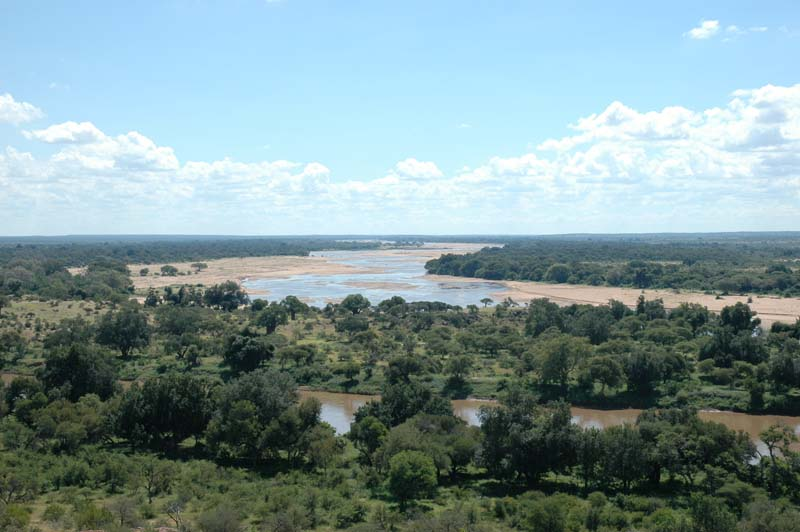
Links Botswana, rechts Simbabwe. Von links nach rechts fließt der Limpopo, der Fluss im Hintergrund ist der Shashe.
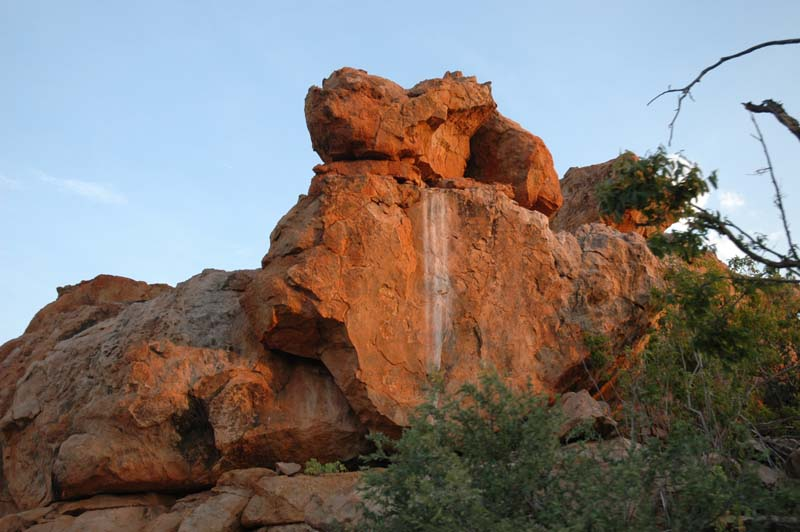
Sandsteinfelsen im Mapungubwe-Nationalpark
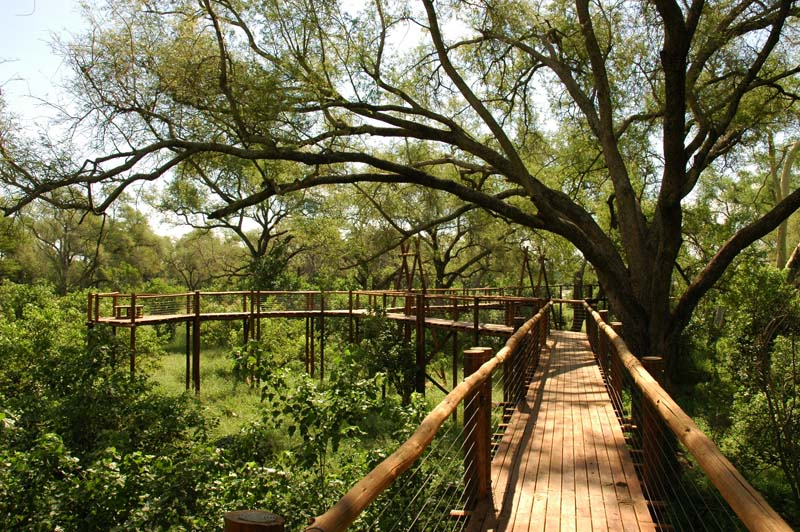
Treetop Boardwalk
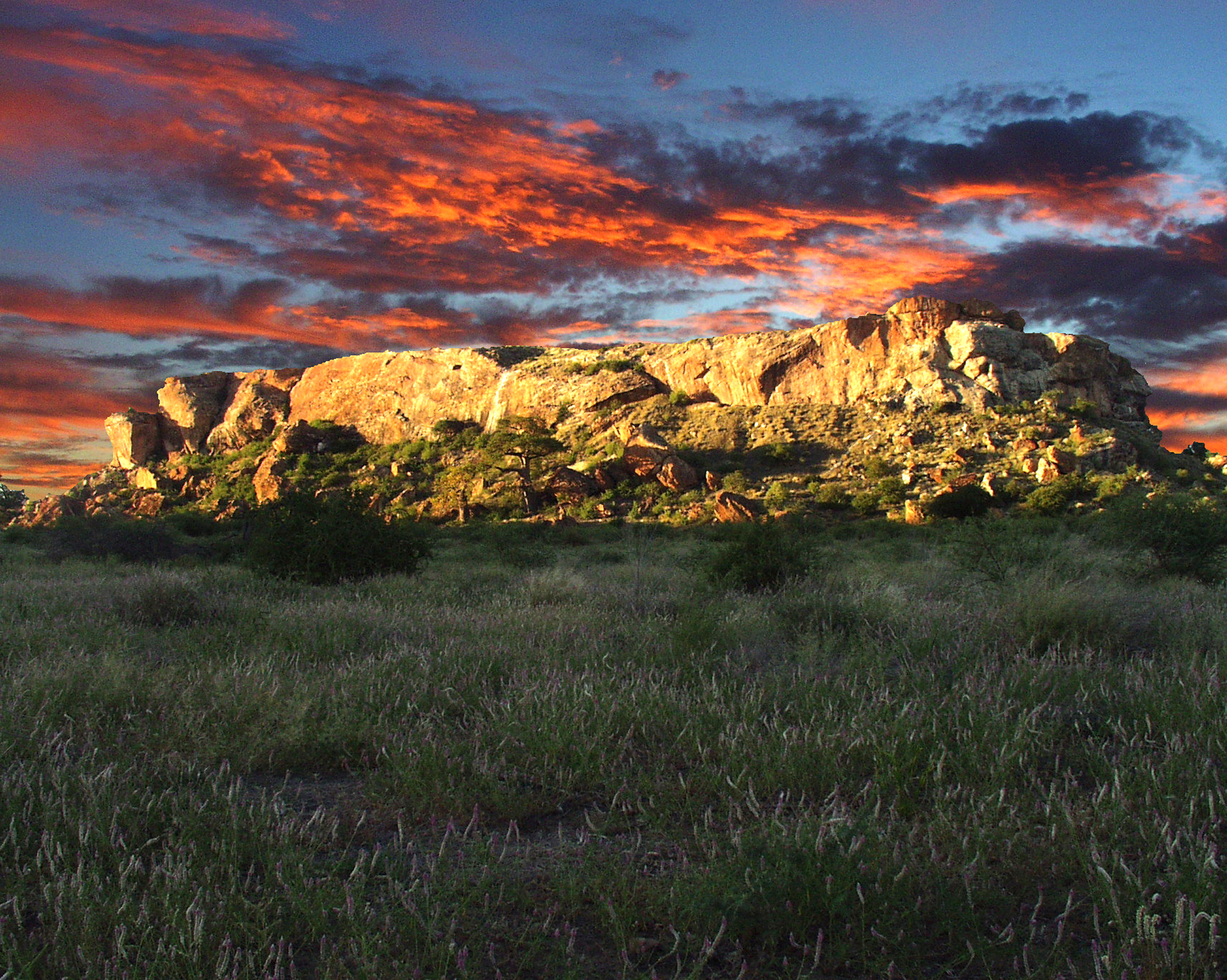
Mapungubwe Hill, von Norden gesehen
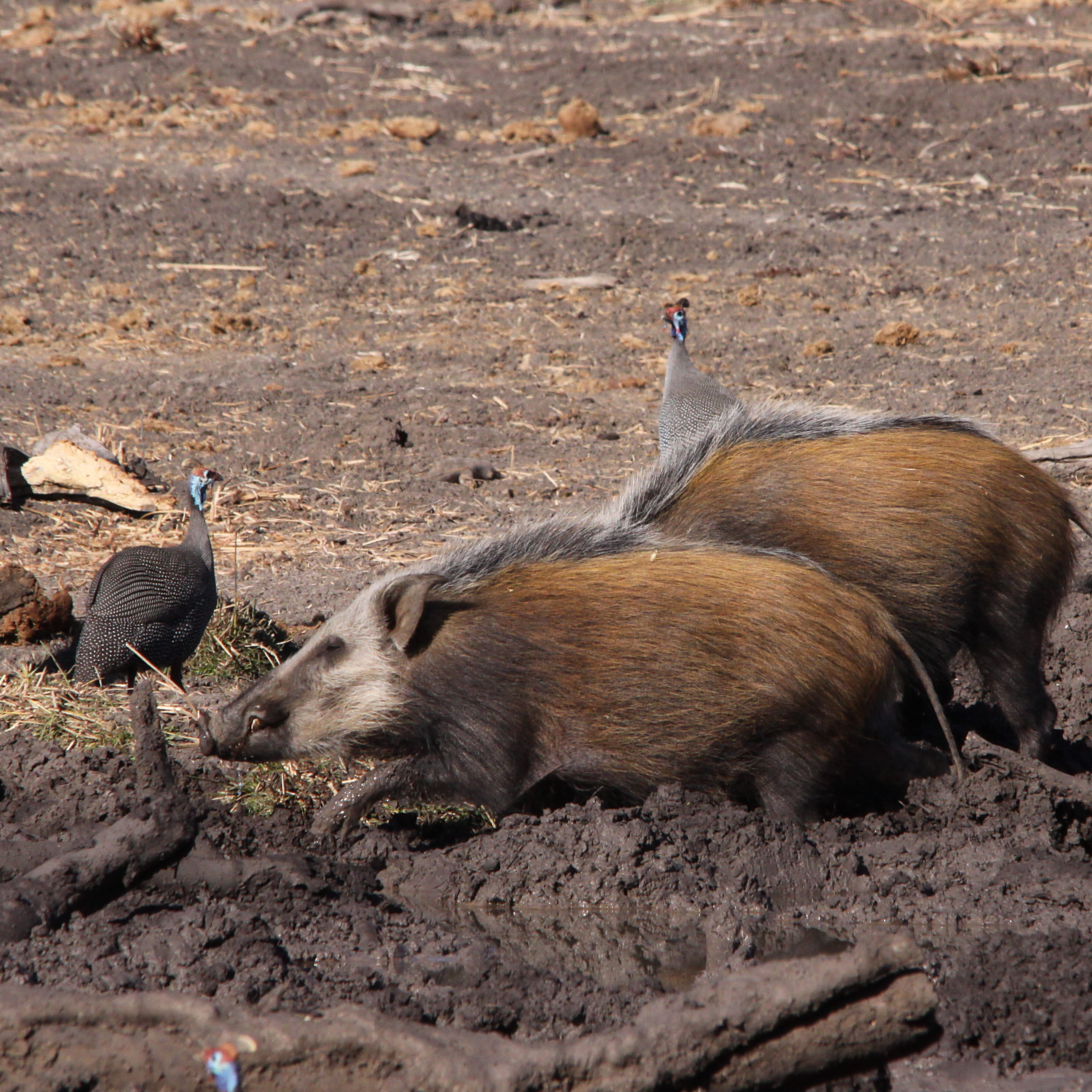
Buschschweine im Park
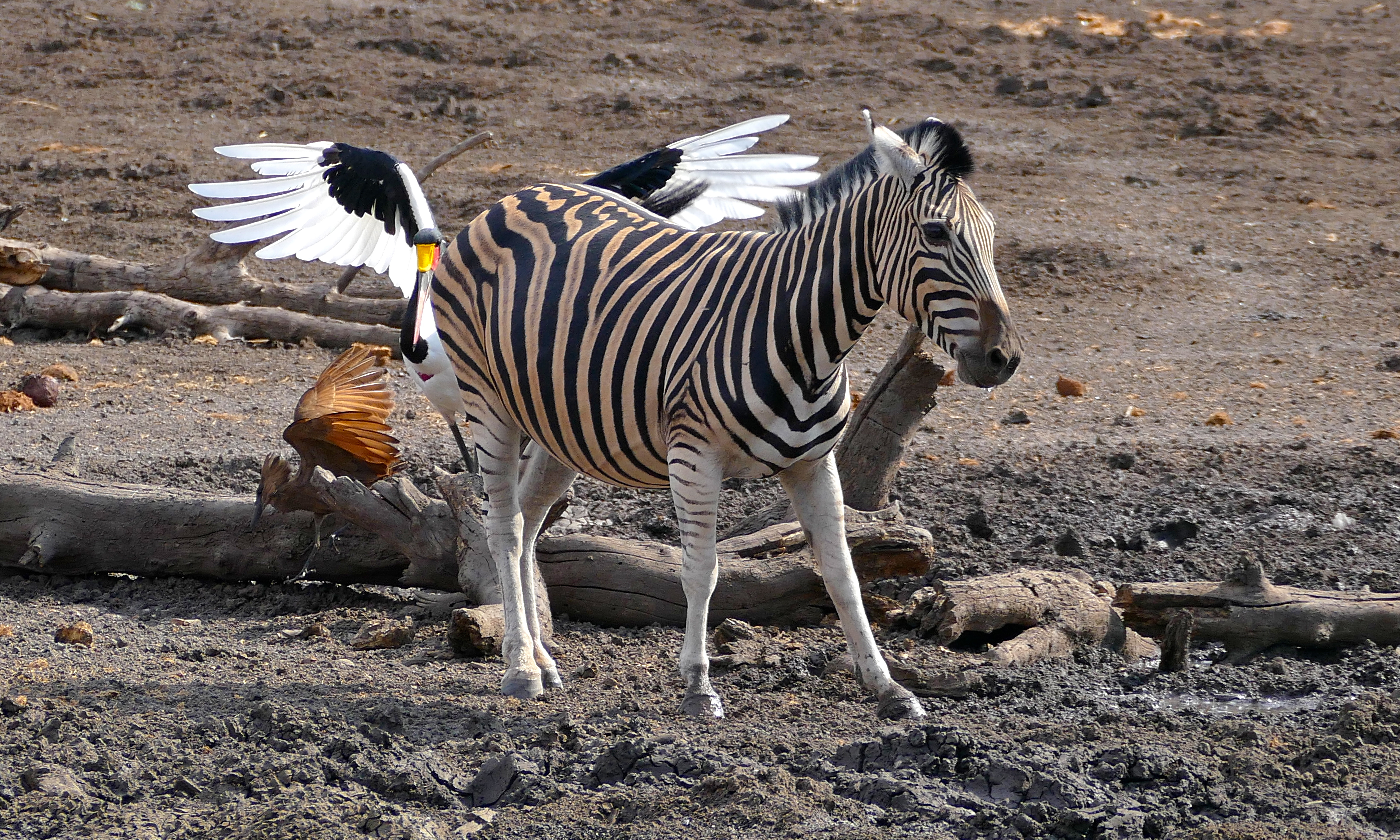
Steppenzebra
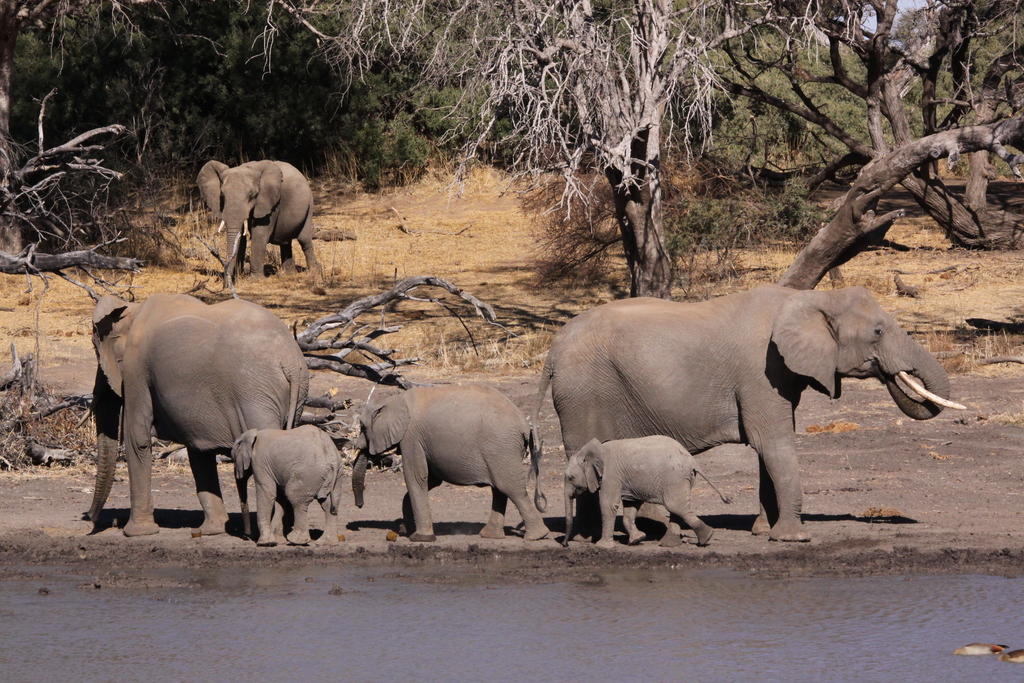
Elefanten
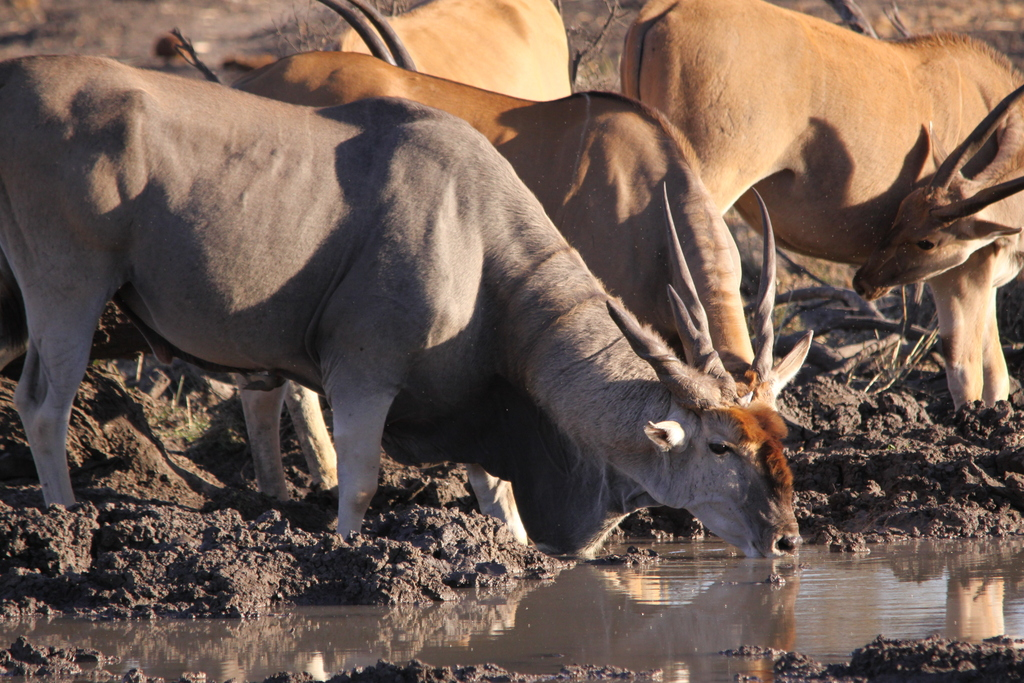
Elenantilope